# Leon Kruczkowski
Leon Kruczkowski (n. 28 iunie 1900 - d. 1 august 1962) a fost un scriitor și publicist polonez.
Scrierile sale au ca tematică viața rurală, lupta antifascistă și cauza proletariatului.

## Scrieri
- 1928: Ciocane deasupra lumii ("Młoty nad światem")
- 1932: Kordiam și țăranul ("Kordian i cham")
- 1935: Pene de păun ("Pawie pióra")
- 1938: În atmosfera dictaturii ("W klimacie dyktatury")
- 1949: Nemții ("Niemcy")
- 1959: Prima zi de libertate ("Pierwszy dzień wolności ").